# Karl Reindler

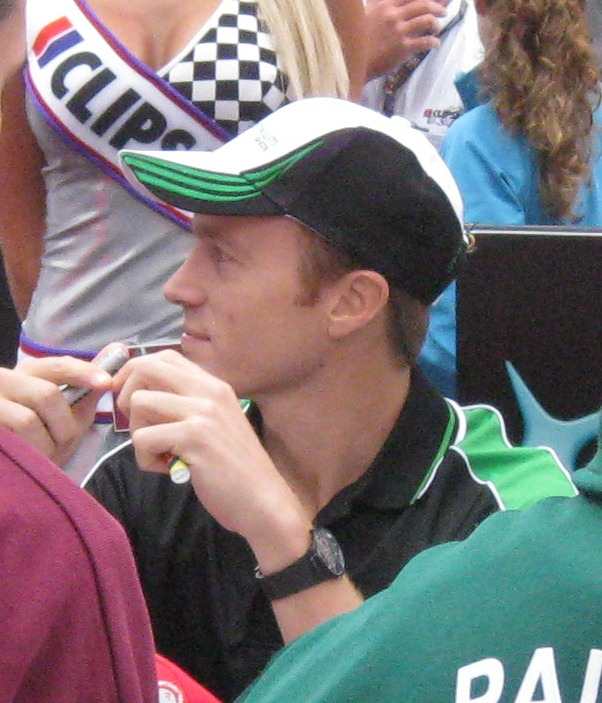
Reindler in 2012

Karl Reindler (Perth, 18 april 1985) is een autocoureur uit Australië die anno 2010 in de V8 Supercars rijdt.

## Carrière
- 2003: Australische Formule 3-kampioenschap, team Team BRM (6e in kampioenschap).
- 2004: Australische Formule 3-kampioenschap, team Team BRM (kampioen).
- 2005: Britse Formule 3-kampioenschap, team Alan Docking Racing (16e in kampioenschap).
- 2006: Britse Formule 3-kampioenschap, team Alan Docking Racing (14e in kampioenschap).
- 2006-07: A1GP, team A1 Team Australië (13e in kampioenschap).
- 2007: Formule V6 Azië, team Team E-Rain (15e in kampioenschap).
- 2008: Fujitsu V8 Supercar Series, team Howard Racing (8e in kampioenschap).
- 2009: Fujitsu V8 Supercar Series, team McElrea Racing (19e in kampioenschap).
- 2009: V8 Supercars, team Stone Brothers Racing (44e in kampioenschap).
- 2010: V8 Supercars, team Britek Motorsport.

## A1GP resultaten
| Jaar    | Inschrijving      | 1       | 2       | 3          | 4          | 5          | 6         | 7       | 8       | 9       | 10      | 11         | 12         | 13         | 14         | 15         | 16         | 17      | 18      | 19      | 20      | 21      | 22      | Rang | Punten |
| ------- | ----------------- | ------- | ------- | ---------- | ---------- | ---------- | --------- | ------- | ------- | ------- | ------- | ---------- | ---------- | ---------- | ---------- | ---------- | ---------- | ------- | ------- | ------- | ------- | ------- | ------- | ---- | ------ |
| 2006-07 | A1 Team Australië | NED SPR | NED FEA | CZE SPR 15 | CZE FEA 16 | BEI SPR 12 | BEI FEA 3 | MAL SPR | MAL FEA | IND SPR | IND FEA | NZL SPR 14 | NZL FEA 13 | AUS SPR 14 | AUS FEA 14 | RSA SPR 16 | RSA FEA NF | MEX SPR | MEX FEA | SHA SPR | SHA FEA | GBR SPR | GBR FEA | 13   | 25     |